# Nado sincronizado nos Jogos Pan-Americanos de 2007 - Equipes
As competições por equipes do nado sincronizado nos Jogos Pan-Americanos de 2007 foram realizadas entre 26 e 28 de julho no Parque Aquático Maria Lenk.

## Medalhistas
|  | USA Estados Unidos                                                                                                |  | CAN Canadá |  | BRA Brasil |
|  | Brooke Abel Janet Culp Kate Hooven Becky Kim Andrea Nott Annabelle Orme Jillian Penner Kim Probst Christina Jones |  | Marie-Pier Boudreau Gagnon Jessika Dubuc Marie-Pierre Gagné Dominika Kopcik Eve Lamoureux Tracy Little Élise Marcotte Jennifer Song Isabelle Rampling |  | Beatriz Feres Branca Feres Nayara Figueira Michelle Frota Caroline Hildebrandt Gláucia Souza Giovana Stephan Lara Teixeira Pamela Nogueira |

## Resultados

### Rotina técnica
| Juízes        | Juízes                  | Juízes         | Juízes                 |
| Execução (EX) | Execução (EX)           | Impressão (IM) | Impressão (IM)         |
| ------------- | ----------------------- | -------------- | ---------------------- |
| Juiz 1        | COL Álvaro Montano      | Juiz 1         | BRA Thaís Mendes Bruno |
| Juiz 2        | ARU Stela Leslie        | Juiz 2         | USA Betty Hazle        |
| Juiz 3        | VEN Francisco Gutiérrez | Juiz 3         | CAN Dorothy Padget     |
| Juiz 4        | MEX Norma Plata         | Juiz 4         | DOM María Isabel Solis |
| Juiz 5        | ARG Orestes Temperini   | Juiz 5         | CUB Luisa Espinoza     |

| Pos. | Atletas                                                                                           | Atletas                                                                                  | País               | Juízes | Juízes | Juízes | Juízes | Juízes | Juízes | Total  | 100% pts |         | Rotina técnica | Rotina técnica |
| Pos. | Atletas                                                                                           | Atletas                                                                                  | País               |        | J1     | J2     | J3     | J4     | J5     | Total  | 100% pts | 50% pts | Dif.           |                |
| ---- | ------------------------------------------------------------------------------------------------- | ---------------------------------------------------------------------------------------- | ------------------ | ------ | ------ | ------ | ------ | ------ | ------ | ------ | -------- | ------- | -------------- | -------------- |
| 1    | Brooke Abel Janet Culp Kate Hooven Becky Kim                                                      | Andrea Nott Annabelle Orme Jillian Penner Kim Probst                                     | USA Estados Unidos | EX     | 9,7    | 9,4    | 9,4    | 9,6    | 9,5    | 47,500 | 95,000   | 47,500  |                |                |
| 1    | Brooke Abel Janet Culp Kate Hooven Becky Kim                                                      | Andrea Nott Annabelle Orme Jillian Penner Kim Probst                                     | USA Estados Unidos | IM     | 9,3    | 9,7    | 9,4    | 9,5    | 9,6    | 47,500 | 95,000   | 47,500  |                |                |
| 2    | Jessika Dubuc Marie-Pierre Gagné Dominika Kopcik Eve Lamoureux                                    | Tracy Little Élise Marcotte Isabelle Rampling Jennifer Song                              | CAN Canadá         | EX     | 9,5    | 9,5    | 9,3    | 9,7    | 9,4    | 47,333 | 94,833   | 47,417  | 0,083          |                |
| 2    | Jessika Dubuc Marie-Pierre Gagné Dominika Kopcik Eve Lamoureux                                    | Tracy Little Élise Marcotte Isabelle Rampling Jennifer Song                              | CAN Canadá         | IM     | 9,4    | 9,6    | 9,5    | 9,4    | 9,7    | 47,500 | 94,833   | 47,417  | 0,083          |                |
| 3    | Beatriz Feres Branca Feres Nayara Figueira Michelle Frota                                         | Caroline Hildebrandt Gláucia Souza Giovana Stephan Lara Teixeira                         | BRA Brasil         | EX     | 9,0    | 9,0    | 8,9    | 9,0    | 8,9    | 44,833 | 89,666   | 44,833  | 2,667          |                |
| 3    | Beatriz Feres Branca Feres Nayara Figueira Michelle Frota                                         | Caroline Hildebrandt Gláucia Souza Giovana Stephan Lara Teixeira                         | BRA Brasil         | IM     | 8,8    | 9,2    | 9,1    | 8,9    | 8,9    | 44,833 | 89,666   | 44,833  | 2,667          |                |
| 4    | Mariana Cifuentes Castro Blanca Delgado Plancarte Nuria Diosdado García Nara Falcón Arteaga       | Norma Franco Juárez Evelyn Guajardo Lozano Alayne Mijangos Chan Ofelia Pedrero           | MEX México         | EX     | 8,9    | 8,8    | 8,8    | 9,2    | 8,8    | 44,167 | 88,500   | 44,250  | 3,250          |                |
| 4    | Mariana Cifuentes Castro Blanca Delgado Plancarte Nuria Diosdado García Nara Falcón Arteaga       | Norma Franco Juárez Evelyn Guajardo Lozano Alayne Mijangos Chan Ofelia Pedrero           | MEX México         | IM     | 8,7    | 8,9    | 9,2    | 9,0    | 8,7    | 44,333 | 88,500   | 44,250  | 3,250          |                |
| 5    | Rosamaría Ávila Greisy Gómez María Malizia Geraldine Narvaez                                      | Vicky Rodríguez Veronica Sánchez Anna Soto Mary Soto                                     | VEN Venezuela      | EX     | 8,7    | 8,4    | 8,4    | 8,3    | 7,9    | 41,833 | 82,333   | 41,167  | 6,333          |                |
| 5    | Rosamaría Ávila Greisy Gómez María Malizia Geraldine Narvaez                                      | Vicky Rodríguez Veronica Sánchez Anna Soto Mary Soto                                     | VEN Venezuela      | IM     | 7,9    | 8,1    | 8,4    | 7,9    | 8,3    | 40,500 | 82,333   | 41,167  | 6,333          |                |
| 6    | Leanne Caraballo Tania Cruz Ailin Díaz Dianelis Dueñas                                            | Leslie Amat Barbara Luna Yamisleidys Romay Dayami Rosales                                | CUB Cuba           | EX     | 8,3    | 8,4    | 8,3    | 8,2    | 8,1    | 41,333 | 82,166   | 41,083  | 6,417          |                |
| 6    | Leanne Caraballo Tania Cruz Ailin Díaz Dianelis Dueñas                                            | Leslie Amat Barbara Luna Yamisleidys Romay Dayami Rosales                                | CUB Cuba           | IM     | 8,2    | 8,3    | 7,9    | 8,0    | 8,4    | 40,833 | 82,166   | 41,083  | 6,417          |                |
| 7    | Asly Alegria Castellanos Paula Arcila García Margarita Betancur Zapata Jennifer Cerquera Hatiusca | Ingrid Cubillos Castellanos Ibeth Echeverrí María Cecilia Reyna Maritza Valencia Aguilar | COL Colômbia       | EX     | 8,6    | 8,3    | 8,2    | 8,1    | 8,0    | 41,000 | 81,833   | 40,917  | 6,583          |                |
| 7    | Asly Alegria Castellanos Paula Arcila García Margarita Betancur Zapata Jennifer Cerquera Hatiusca | Ingrid Cubillos Castellanos Ibeth Echeverrí María Cecilia Reyna Maritza Valencia Aguilar | COL Colômbia       | IM     | 8,0    | 8,2    | 8,1    | 8,2    | 8,2    | 40,833 | 81,833   | 40,917  | 6,583          |                |
| 8    | Ashley Bransford Charlene de Cuba Anouk Eman Kirsten Eman                                         | Margie Kelders Devah Leenheer Carondina Leijdekkers Anna Posner                          | ARU Aruba          | EX     | 7,3    | 7,8    | 8,0    | 7,9    | 7,5    | 38,667 | 77,334   | 38,667  | 8,833          |                |
| 8    | Ashley Bransford Charlene de Cuba Anouk Eman Kirsten Eman                                         | Margie Kelders Devah Leenheer Carondina Leijdekkers Anna Posner                          | ARU Aruba          | IM     | 7,8    | 8,0    | 7,5    | 7,6    | 7,8    | 38,667 | 77,334   | 38,667  | 8,833          |                |

### Rotina livre
| Juízes              | Juízes                 | Juízes                   | Juízes                   |
| Mérito técnico (MT) | Mérito técnico (MT)    | Impressão artística (IA) | Impressão artística (IA) |
| ------------------- | ---------------------- | ------------------------ | ------------------------ |
| Juiz 1              | CUB Luisa Espinoza     | Juiz 1                   | ARU Stella Leslie        |
| Juiz 2              | CAN Dorothy Padget     | Juiz 2                   | MEX Norma Plata          |
| Juiz 3              | COL Álvaro Montano     | Juiz 3                   | USA Betty Hazle          |
| Juiz 4              | BRA Thaís Mendes Bruno | Juiz 4                   | VEN Francisco Gutiérrez  |
| Juiz 5              | ARG Orestes Temperini  | Juiz 5                   | DOM María Isabel Solis   |

| Pos. | Atletas                                                                                           | Atletas                                                                                    | País               | Juízes | Juízes | Juízes | Juízes | Juízes | Juízes | Total  | 100% pts |         | Rotina livre | Rotina livre |
| Pos. | Atletas                                                                                           | Atletas                                                                                    | País               |        | J1     | J2     | J3     | J4     | J5     | Total  | 100% pts | 50% pts | Dif.         |              |
| ---- | ------------------------------------------------------------------------------------------------- | ------------------------------------------------------------------------------------------ | ------------------ | ------ | ------ | ------ | ------ | ------ | ------ | ------ | -------- | ------- | ------------ | ------------ |
| 1    | Brooke Abel Janet Culp Kate Hooven Becky Kim                                                      | Andrea Nott Annabelle Orme Jillian Penner Kim Probst                                       | USA Estados Unidos | MT     | 9,7    | 9,6    | 9,6    | 9,7    | 9,6    | 48,167 | 96,334   | 48,167  |              |              |
| 1    | Brooke Abel Janet Culp Kate Hooven Becky Kim                                                      | Andrea Nott Annabelle Orme Jillian Penner Kim Probst                                       | USA Estados Unidos | IA     | 9,6    | 9,6    | 9,7    | 9,7    | 9,6    | 48,167 | 96,334   | 48,167  |              |              |
| 2    | Marie-Pier Boudreau Gagnon Jessika Dubuc Marie-Pierre Gagné Dominika Kopcik                       | Eve Lamoureux Tracy Little Élise Marcotte Jennifer Song                                    | CAN Canadá         | MT     | 9,6    | 9,8    | 9,7    | 9,6    | 9,5    | 48,167 | 95,667   | 47,834  | 0,333        |              |
| 2    | Marie-Pier Boudreau Gagnon Jessika Dubuc Marie-Pierre Gagné Dominika Kopcik                       | Eve Lamoureux Tracy Little Élise Marcotte Jennifer Song                                    | CAN Canadá         | IA     | 9,5    | 9,5    | 9,5    | 9,6    | 9,5    | 47,500 | 95,667   | 47,834  | 0,333        |              |
| 3    | Beatriz Feres Branca Feres Nayara Figueira Michelle Frota                                         | Caroline Hildebrandt Gláucia Souza Giovana Stephan Lara Teixeira                           | BRA Brasil         | MT     | 9,2    | 9,5    | 9,2    | 9,1    | 9,1    | 45,833 | 91,833   | 45,917  | 2,250        |              |
| 3    | Beatriz Feres Branca Feres Nayara Figueira Michelle Frota                                         | Caroline Hildebrandt Gláucia Souza Giovana Stephan Lara Teixeira                           | BRA Brasil         | IA     | 9,4    | 9,0    | 9,3    | 9,3    | 9,0    | 46,000 | 91,833   | 45,917  | 2,250        |              |
| 4    | Evelyn Guajardo Lozano Yamileth Melo Alayne Mijangos Chan Ofelia Pedrero                          | Mariana Cifuentes Castro Nuria Diosdado García Nara Falcón Arteaga Norma Franco Juárez     | MEX México         | MT     | 9,0    | 9,0    | 9,0    | 8,9    | 8,9    | 44,833 | 89,500   | 44,750  | 3,417        |              |
| 4    | Evelyn Guajardo Lozano Yamileth Melo Alayne Mijangos Chan Ofelia Pedrero                          | Mariana Cifuentes Castro Nuria Diosdado García Nara Falcón Arteaga Norma Franco Juárez     | MEX México         | IA     | 8,7    | 9,0    | 9,1    | 9,1    | 8,7    | 44,667 | 89,500   | 44,750  | 3,417        |              |
| 5    | Leslie Amat Leanne Caraballo Tania Cruz Ailin Díaz                                                | Dianelis Dueñas Barbara Luna Yamisleidys Romay Dayami Rosales                              | CUB Cuba           | MT     | 8,7    | 8,2    | 8,6    | 8,4    | 8,5    | 42,500 | 85,167   | 42,584  | 5,583        |              |
| 5    | Leslie Amat Leanne Caraballo Tania Cruz Ailin Díaz                                                | Dianelis Dueñas Barbara Luna Yamisleidys Romay Dayami Rosales                              | CUB Cuba           | IA     | 8,6    | 8,6    | 8,6    | 8,4    | 8,3    | 42,667 | 85,167   | 42,584  | 5,583        |              |
| 6    | Rosamaría Ávila Greisy Gómez María Malizia Geraldine Narvaez                                      | Veronica Sánchez Anna Soto Mary Soto Fredymar Zambrano                                     | VEN Venezuela      | EX     | 8,5    | 8,8    | 8,3    | 8,0    | 8,4    | 42,000 | 84,500   | 42,250  | 5,917        |              |
| 6    | Rosamaría Ávila Greisy Gómez María Malizia Geraldine Narvaez                                      | Veronica Sánchez Anna Soto Mary Soto Fredymar Zambrano                                     | VEN Venezuela      | IM     | 8,5    | 8,5    | 8,7    | 8,5    | 8,4    | 42,500 | 84,500   | 42,250  | 5,917        |              |
| 7    | Asly Alegria Castellanos Paula Arcila García Margarita Betancur Zapata Jennifer Cerquera Hatiusca | Ingrid Cubillos Castellanos Zully Pérez López María Cecilia Reyna Maritza Valencia Aguilar | COL Colômbia       | EX     | 8,4    | 8,6    | 8,5    | 8,1    | 8,2    | 41,833 | 83,500   | 41,750  | 6,417        |              |
| 7    | Asly Alegria Castellanos Paula Arcila García Margarita Betancur Zapata Jennifer Cerquera Hatiusca | Ingrid Cubillos Castellanos Zully Pérez López María Cecilia Reyna Maritza Valencia Aguilar | COL Colômbia       | IM     | 8,3    | 8,4    | 8,5    | 8,3    | 8,3    | 41,667 | 83,500   | 41,750  | 6,417        |              |
| 8    | Ashley Bransford Charlene de Cuba Anouk Eman Margie Kelders                                       | Devah Leenheer Carondina Leijdekkers Anna Posner Kiara van Trikt                           | ARU Aruba          | EX     | 7,9    | 7,6    | 7,8    | 7,9    | 7,6    | 38,833 | 78,666   | 39,333  | 8,834        |              |
| 8    | Ashley Bransford Charlene de Cuba Anouk Eman Margie Kelders                                       | Devah Leenheer Carondina Leijdekkers Anna Posner Kiara van Trikt                           | ARU Aruba          | IM     | 8,0    | 8,0    | 8,0    | 7,9    | 7,9    | 39,833 | 78,666   | 39,333  | 8,834        |              |

### Classificação final
| Pos. | Atletas                                                                                           | Atletas                                                                                    | País               | Pontos |
| ---- | ------------------------------------------------------------------------------------------------- | ------------------------------------------------------------------------------------------ | ------------------ | ------ |
|      | Brooke Abel Janet Culp Kate Hooven Becky Kim                                                      | Andrea Nott Annabelle Orme Jillian Penner Kim Probst                                       | USA Estados Unidos | 95,667 |
|      | Marie-Pier Boudreau Gagnon Jessika Dubuc Marie-Pierre Gagné Dominika Kopcik                       | Eve Lamoureux Tracy Little Élise Marcotte Jennifer Song                                    | CAN Canadá         | 95,251 |
|      | Beatriz Feres Branca Feres Nayara Figueira Michelle Frota                                         | Caroline Hildebrandt Gláucia Souza Giovana Stephan Lara Teixeira                           | BRA Brasil         | 90,750 |
| 4    | Mariana Cifuentes Castro Nuria Diosdado García Nara Falcón Arteaga Norma Franco Juárez            | Evelyn Guajardo Lozano Yamileth Melo Alayne Mijangos Chan Ofelia Pedrero                   | MEX México         | 89,000 |
| 5    | Leslie Amat Leanne Caraballo Tania Cruz Ailin Díaz                                                | Dianelis Dueñas Barbara Luna Yamisleidys Romay Dayami Rosales                              | CUB Cuba           | 83,667 |
| 6    | Rosamaría Ávila Greisy Gómez María Malizia Geraldine Narvaez                                      | Veronica Sánchez Anna Soto Mary Soto Fredymar Zambrano                                     | VEN Venezuela      | 83,417 |
| 7    | Asly Alegria Castellanos Paula Arcila García Margarita Betancur Zapata Jennifer Cerquera Hatiusca | Ingrid Cubillos Castellanos Zully Pérez López María Cecilia Reyna Maritza Valencia Aguilar | COL Colômbia       | 82,667 |
| 8    | Ashley Bransford Charlene de Cuba Anouk Eman Margie Kelders                                       | Devah Leenheer Carondina Leijdekkers Anna Posner Kiara van Trikt                           | ARU Aruba          | 78,000 |